# Erioptera dulcis
Erioptera dulcis là một loài ruồi trong họ Limoniidae. Chúng phân bố ở miền Tân bắc.